# Tachosa malagasy
Tachosa malagasy là một loài bướm đêm trong họ Erebidae.